# Let's Hurt Tonight
Let's Hurt Tonight is een nummer van de Amerikaanse rockband OneRepublic uit 2017. Het is de derde single van hun vierde studioalbum Oh My My.
Het nummer heeft geen hitlijsten behaald in de Verenigde Staten, Nederland en Vlaanderen. Het was alleen succesvol in het Duitse taalgebied en Italië.